# Абделькрім Меррі
Абделькрім Меррі Крімо (араб. عبد الكريم ميري كريمو, нар. 13 січня 1955, Касабланка) — марокканський футболіст, що грав на позиції нападника.
Виступав, зокрема, за клуб «Бастія», а також національну збірну Марокко.

## Клубна кар'єра
Народився 13 січня 1955 року в місті Касабланка. Вихованець футбольної школи клубу «Есперанс» з рідного міста. У 1974 році Меррі перебрався до французької «Бастія», в якій провів шість сезонів, взявши участь у 93 матчах чемпіонату.  Протягом перших трьох сезонів Абделькрім рідко виходив на поле за основну команду, програючи конкуренцію таким зіркам як Жак Зімако та Драган Джаїч. Однак після їх уходу з команди в 1977 році марокканець зумів здобути місце в основі і допоміг команді дійти до фіналу Кубка УЄФА 1977/78, де корсиканці поступились ПСВ Ейндговен (0:0, 0:3). Меррі зіграв у обох фінальних іграх, але найбільше запам'ятався на тому турнірі у 1/8 фіналу в матчі-відповіді проти італійського «Торіно», зробивши дубль і принісши своїй команді перемогу 3:2 над командою з Турина, яка до того не програвала вдома два роки.

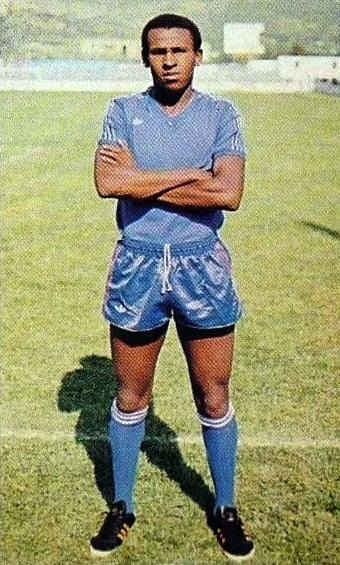
Абделькрім Меррі під час виступів за «Бастію». 1976 рік.

Абделькрім Меррі в грі Кубка УЄФА 1977/78 проти «Торіно» (3:2). 8 грудня 1977 року.

Влітку 1980 року, після шести сезонів у складі островитян, Меррі перейшов до складу «Лілля». Там марокканець провів лише один сезон, забивши 12 голів в 42 матчах, після чого перейшов до команди другого дивізіону «Тулузи». Забивши 10 голів у 32 матчах у своєму першому сезоні в футболці «Тулузи», він допоміг команді виграти титул чемпіона Другого дивізіону та вперше у своїй історії вийти до вищого французького дивізіону, через дванадцять років після створення.
1982 року Абделькрім перейшов у «Мец», сформувавши атакувальну пару з югославом Тоні Курбосом. Сезон 1982/83 років став найуспішнішим для Меррі, який забив 24 голи за клуб в усіх турнірах і з 23 голами посів третє місце у рейтингу найкращих бомбардирів чемпіонату Франції за Вахідом Халілходжичем та Анджеєм Шармахом, але «Мец» фінішував лише на дев'ятому місці в чемпіонаті. Крім того у клуба почались фінансові труднощі і він повинен був продати своїх лідерів. В результаті марокканський нападник опинився в «Страсбурі», де заграти не зумів, забивши лише 3 голи в 27 матчах.
1984 року Меррі став гравцем «Тура». Незважаючи на свої амбіції, клуб провів катастрофічний сезон і в кінці сезону вилетів з вищого дивізіону. В результаті Меррі шостий раз поспіль покинув клуб лише після одного проведеного сезону. Наступним клубом марокканця став «Гавр», де Абделькрім провів чудовий сезон 1985/86 років, забивши 20 голів в 37 матчах в усіх турнірах і допоміг команді зберегти прописку в еліті. Цей сезон також забезпечив йому чудову рекламу безпосередньо перед чемпіонатом світу 1986 року в Мексиці, змаганні, на який він поїхав як беззаперечний основний нападник. Після цього досить успішного чемпіонату світу, марокканець підписав угоду із «Сент-Етьєном», провівши і в цьому клубі лише один сезон.
Завершив ігрову кар'єру у команді «Расінг» (Париж), за яку виступав протягом 1987—1989 років, де за два сезони в 52 матчах він забив лише 10 голів. Загалом протягом кар'єри Меррі провів у французькому вищому дивізіоні 337 ігор і забив 103 голи

## Виступи за збірну
9 січня 1977 року дебютував в офіційних матчах у складі національної збірної Марокко в грі відбору на чемпіонат світу 1978 року проти Тунісу (1:1, 2:4 пен).
У складі збірної був учасником чемпіонату світу 1986 року у Мексиці, зігравши у всіх чотирьох іграх і забивши гол у матчі з Португалією (3:1). Також у складі збірної брав участь у Кубку африканських націй 1986 року в Єгипті та Кубку африканських націй 1988 року у Марокко, посівши на обох 4 місце.
Загалом протягом кар'єри у національній команді провів у її формі 17 матчів, забивши 5 голів.

## Статистика виступів

### Статистика клубних виступів
| Сезон   | Команда          | Ліга | Ігор | Голів |
| ------- | ---------------- | ---- | ---- | ----- |
| 1974–75 | «Бастія»         | Д1   | 3    | 1     |
| 1975–76 | «Бастія»         | Д1   | 2    | 1     |
| 1976–77 | «Бастія»         | Д1   | 7    | 2     |
| 1977–78 | «Бастія»         | Д1   | 21   | 7     |
| 1978–79 | «Бастія»         | Д1   | 25   | 5     |
| 1979–80 | «Бастія»         | Д1   | 35   | 7     |
| 1980–81 | «Лілль»          | Д1   | 35   | 12    |
| 1981–82 | «Тулуза»         | Д2   | 29   | 8     |
| 1982–83 | «Мец»            | Д1   | 36   | 23    |
| 1983–84 | «Страсбур»       | Д1   | 24   | 3     |
| 1984–85 | «Тур»            | Д1   | 35   | 6     |
| 1985–86 | «Гавр»           | Д1   | 34   | 17    |
| 1986–87 | «Сент-Етьєн»     | Д1   | 30   | 9     |
| 1987–88 | «Расінг» (Париж) | Д1   | 34   | 6     |
| 1988–89 | «Расінг» (Париж) | Д1   | 16   | 4     |